# Lobocleta multipunctata
Lobocleta multipunctata är en fjärilsart som beskrevs av Louis Beethoven Prout 1934. Lobocleta multipunctata ingår i släktet Lobocleta och familjen mätare. Inga underarter finns listade i Catalogue of Life.